# OpenBIT
Die OpenBIT war ein anteilig gemeinnütziger und in Nürnberg eingetragener Verein. Er verstand sich als ein Innovationsnetzwerk zur Förderung von Open Business, Open Innovation & Open Technology, und unterstützte sowohl Unternehmen als auch Organisationen, um die spezifischen Vorteile im eigenen Geschäftsmodell zu nutzen. Die OpenBIT umfasste etwa 150 Mitglieder, die sich aus Personenmitgliedern (Experten, Foundation Coaches), Unternehmensmitgliedern, Organisationen und Risikokapitalgebern zusammensetzten.

## Geschichte
Die OpenBIT wurde 2006 unter dem Namen Open Source Business Foundation von Richard Seibt, Eduard Heilmayr, Markus Rex und Andreas Scheulen mit dem Ziel gegründet, das damals noch für viele schwer zu durchdringende Thema Open Source Unternehmen näherzubringen. So waren die ersten Jahre von Themen geprägt wie ‚Community Building‘, ‚Open Source Marketing‘, ‚Embedded Open Source‘, ‚Eclipse‘, ‚Open Source Business Models‘ oder ‚Open Source Lizenzen‘.
Mit dem 2007 gestarteten Open Source Business Award (OSBA) wurde ein hochkarätiger Businessplan-Wettbewerb ins Leben gerufen, der während seiner Laufzeit mit Preisgeldern von über 150.000 Euro dotiert war. Teilnahmeberechtigt waren junge Unternehmen oder Gründer deren Geschäftskern auf einem Open-Source-Konzept beruht. Ergänzt wurde der OSBA-Wettbewerb von einem Finanzierungsforum auf dem sich Unternehmensgründer mit ihrem Geschäftskonzept Risikokapitalgebern präsentieren können und Feedback erhalten.
2009 wurde mit Hilfe der OSBF die erste Open-Source-Professur in Deutschland eingerichtet und mit Dirk Riehle besetzt, der zuvor die Open Source Research Group innerhalb von SAP in Silicon Valley leitet. Er baut innerhalb der Informatik an der Universität Erlangen-Nürnberg eine Forschungsgruppe auf, die eng mit unternehmerischen Aktivitäten verbunden ist und in dem AMOS Inkubator die Studenten an das Thema Entrepreneurship heranführt.
2010 führte die OSBF das Enterprise-Open-Source-Verzeichnis fort, das zuvor von Optaros aufgebaut wurde und lange Zeit die zentrale Anlaufstelle für die Bewertung von Open-Source-Software im Unternehmenskontext war. Das EOS-Verzeichnis führt gut 500 Projekte, die nach Enterprise-Kriterien wie Reifegrad, Community-Aktivität oder Unterstützung durch Dienstleister ausgezeichnet werden. Derzeit ruht das EOS Projekt.
2012 wurden die Aktivitäten ausgehend von den Stärken von Open Source auf die Bereiche Open Innovation und Open Technology ausgedehnt. Hier stehen kommende Trends wie Big Data, Coworking, Creative Commons, Crowdsourcing, Crowdfunding, Design Thinking, FabLabs, Gamification, Open Data, Open Education, Open Government, Open Hardware, Quantified Self oder Unkonferenzen im Mittelpunkt.
Am 18. November 2013 erklärten die Open Source Business Foundation und die OSBA (Open Source Business Alliance), dass sich beide Vereine zusammenschließen wollen. Der Zusammenschluss platzte jedoch, wie am 15. Oktober 2014 bekannt gegeben wurde.
Vom 14.–16. Februar 2014 fand das erste OpenUp Camp statt, welches eine Unterkonferenz für OpenEverything darstellt. Eine Fortsetzung des Formats, das eine Mischung aus Unkonferenz und Konferenz darstellt, fand vom 26.–28. März 2015 statt.
Am 26. März 2015 beschloss die Mitgliederversammlung die Namensänderung von der Open Source Business Foundation e. V. zur Open Business, Innovation, Technology – openBIT e. V.
Der Verein wurde durch die Mitgliedsversammlung am 13. April 2018 aufgelöst und wurde am 7. November 2022 aus dem Vereinsregister gelöscht.

## Organisation
Der Verein wurde von einem kompakten Vorstand geführt, der aus drei Vollhaftern sowie weiteren kooptierten Vorständen bestand. Diese koordinierten die Aktivitäten des Vereins, vertraten diesen nach außen und trugen die Budgetverantwortung für ihre Projekte. Daneben gab es eine Reihe von Verantwortlichen für innovative Fokusthemen. Diese standen bei Bedarf als Ansprechpartner für ihre Bereiche bereit.

## Leistungen

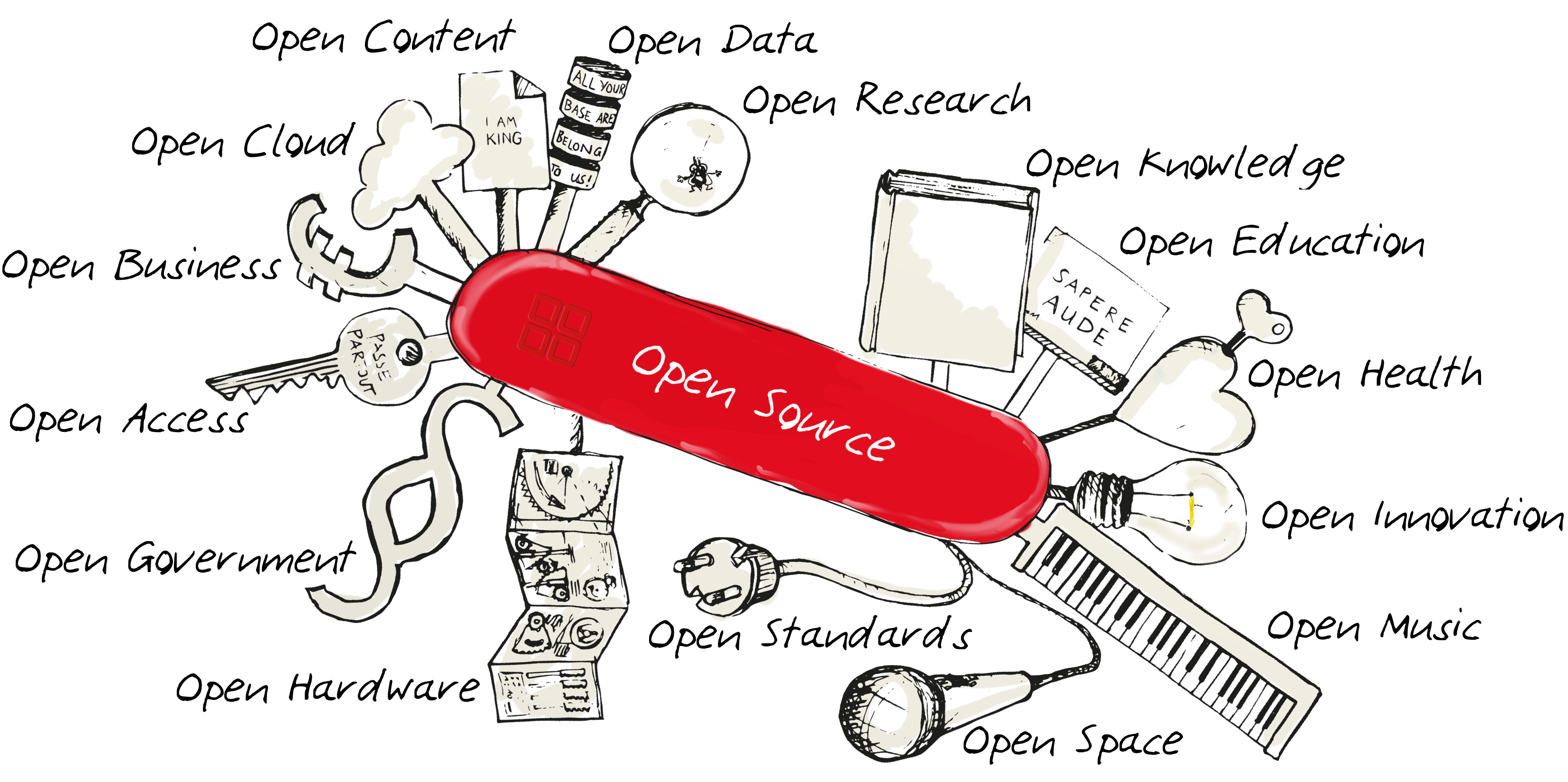
Illustration der OSBF zu aktuellen Trends, die auf die spezifischen Vorteile von Open Source aufsetzen: Offenheit, Transparenz, gemeinschaftliche Zusammenarbeit

Die Projekte und Aktivitäten standen grundsätzlich allen Interessierten offen. Der Verein stellte eine Plattform zur Verfügung, um eigene Initiativen zu starten. Der Antrieb des Vereins lag darin, mit Blick auf Schlüsseltechnologien einen Beitrag für die Zukunftsfähigkeit von Wirtschaft und Gesellschaft zu leisten.

## Mitglieder
Zu den Mitgliedern und Kooperationspartnern gehörten unter anderem auch 1&1, Deutsche Post, Deutsche Bahn, Fujitsu, Eclipse Foundation und Friedrich-Alexander-Universität Erlangen-Nürnberg.

## Weiterführende Verweise
- openBIT. In: www.openbit.eu. Archiviert vom Original am 24. April 2019 (archivierte offizielle Website).
- Blog - openBIT. In: openbit.eu. Archiviert vom Original am 31. Mai 2017 (archivierter offizieller Blog).
- OpenUp Camp - OpenUp Camp. In: openup-camp.de.